# Offa (Zeitschrift)
Die Zeitschrift Offa – Berichte und Mitteilungen zur Urgeschichte, Frühgeschichte und Mittelalterarchäologie ist eine archäologische Fachzeitschrift im norddeutschen Raum.
Herausgeber der Zeitschrift sind das Institut für Ur- und Frühgeschichte der Christian-Albrechts-Universität zu Kiel, in Zusammenarbeit mit dem Archäologischen Landesmuseum der Stiftung Schleswig-Holsteinische Landesmuseen Schloss Gottorf in Schleswig und dem Archäologischen Landesamt Schleswig-Holstein in Schleswig, unter der Verantwortung von Johannes Müller, Ulrich Müller und Claus von Carnap-Bornheim.
Die Zeitschrift erschien erstmals im Jahre 1937, wurde aber auf 1936 zurückdatiert. Die Offa sollte auch die Mitteilungen des Anthropologischen Vereins in Schleswig-Holstein und die Berichte des Schleswig-Holsteinischen Museums vaterländischer Alterthümer fortführen, die seit dem Tode der Herausgeberin Johanna Mestorf im Jahre 1909 nicht mehr erschienen. Gegenwärtig erscheint die Offa in drei verschiedenen Reihen: Offa-Bücher, Offa-Zeitschrift und Offa-Ergänzungsreihe.
Die Zeitschrift Offa wurde nach dem sagenhaften König Offa der Angeln aus dem altenglischen Gedicht Widsith und der Beowulfsage benannt.

## Herausgeber und Redakteure (Auswahl)
- Gustav Schwantes 1936–1959
- Herbert Jankuhn 1936–1959
- Karl Kersten 1959–1973
- Georg Kossak 1959–1973
- Karl Wilhelm Struve 1974–1980, 1982–1983
- Hermann Hinz 1979
- Bernhard Hänsel 1980
- Michael Müller-Wille 1981–1983